# Conrad Georg Kuppler

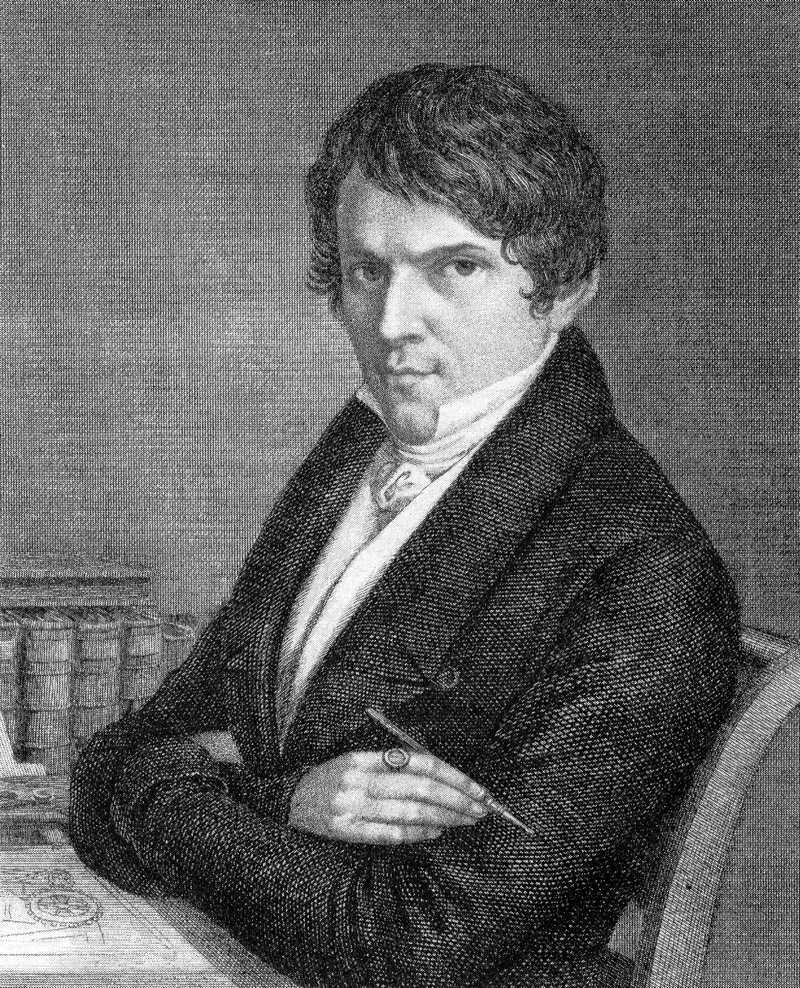
Conrad Georg Kuppler, Stahlstich von Friedrich Fleischmann ca. 1825

Conrad Georg Kuppler (* 10. Mai 1790 in Nürnberg; † 25. September 1842 ebenda; auch „Konrad Georg Kuppler“ geschrieben) war Maschinenbauingenieur und Professor.

## Leben und Werk
Kuppler war Sohn des Orgel- und Instrumentenbauers Johann Georg Kuppler (1760–1840). Als Autodidakt hatte Kuppler sich so gute naturwissenschaftliche und technische Kenntnisse erworben, dass er 1823 als Professor an die neugegründete „Polytechnische Schule“ in Nürnberg berufen wurde, der jetzigen Georg-Simon-Ohm-Hochschule Nürnberg, unter anderem für das Fach „Darstellende Geometrie“. In dieser Zeit machte er sich einen Namen als tüchtiger und universeller Praktiker. So setzte er zwischen 1823 und 1824 das „Männleinlaufen“ wieder in Gang, eine berühmte spätmittelalterliche Astronomische Uhr, die zu den Monduhren mit Mondkugel zählt. Wegen seiner Vertrautheit mit der für Nürnberg typischen exportorientierten Handwerksindustrie begab sich Kuppler 1826 im Auftrag der Stadt Nürnberg und der dortigen „Gesellschaft zur Beförderung der vaterländischen Industrie“ auf eine ausgedehnte Spionagereise in die technologisch sehr fortschrittlichen Gewerberegionen Österreichs und Preußens.

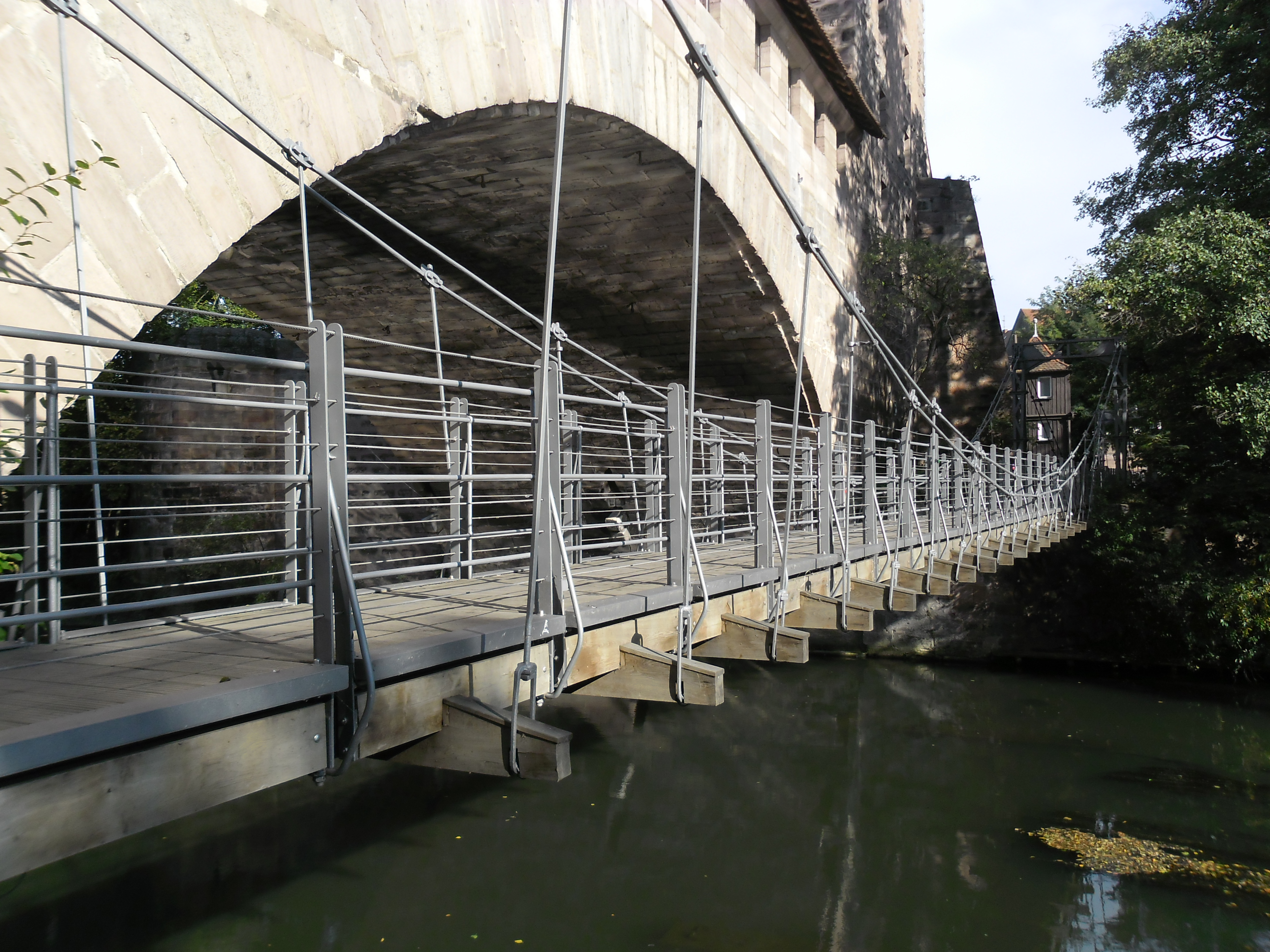
Der von Kuppler konstruierte Kettensteg in Nürnberg

Bekannt wurde Kuppler als Konstrukteur des 1824 errichteten Kettenstegs in Nürnberg, der noch heute existiert und die älteste erhaltene Kettenbrücke auf dem europäischen Kontinent darstellt. Er orientierte sich dabei an englischen Brücken, die ihm aus technischen Zeitschriften bekannt waren. Durch seine Lehrtätigkeit, aber auch als Bearbeiter und Herausgeber wichtiger Fachliteratur wirkte er sehr erfolgreich an der Ausbildung des zukünftigen Ingenieurs- und Technikernachwuchses mit. Für die 1835 eröffnete Ludwigseisenbahn, der ersten deutschen Eisenbahn mit Dampfkraft zwischen Nürnberg und Fürth, erstellte er wichtige Vorstudien.

## Werke
- Conrad Georg Kuppler: Handbuch für Ingenieure und Techniker. August Recknagel, Nürnberg 1839 (eingeschränkte Vorschau in der Google-Buchsuche).
- Jean Victor Poncelet, Conrad Georg Kuppler: Industrielle Mechanik: Nach J. V. Poncelet Cours de mecanique industrielle und dessen Cours de mecanique appliquée aux machines, so wie Taffe Application des principes de mecanique aux machines les plus en usage. August Recknagel, Nürnberg 1840 (eingeschränkte Vorschau in der Google-Buchsuche).